# Sustainable Experience Architecture
Sustainable Experience Architecture (SEA) är en elbilsplattform utvecklad av Zeekr Technology Europe för Geely-koncernens räkning. Plattformen används bland annat av bilmodellerna Lynk & Co Z10, Polestar 4, Volvo EM90, Volvo EX30, Zeekr 001 och Smart #1.